# Racovițeni (gmina)
Racovițeni – gmina w Rumunii, w okręgu Buzău. Obejmuje miejscowości Racovițeni, Budrea i Petrișoru. W 2011 roku liczyła 1424 mieszkańców.